# Australogorgia
Australogorgia is een geslacht van neteldieren uit de klasse van de Anthozoa (bloemdieren).

## Soort
- Australogorgia aldersladei Cairns & Bayer, 2009